# 皆瀬杏樹
皆瀬 杏樹（みなせ あんじゅ、1985年11月30日-)は、日本のAV女優。マインズ所属。

## 略歴・人物
2017年11月、マドンナの専属女優「安西ひかり（あんざい ひかり）」としてAVデビュー。元地方局のアナウンサーとされている。
2018年3月19日、「皆瀬杏樹」に改名しツイッターを開始。

## 出演作品

### アダルトDVD

#### 「安西ひかり」名義
- 元地方局アナウンサー “純白美肌”の人妻 安西ひかり マドンナ独占 AV Debut!!（10月13日、マドンナ）
- マドンナ専属 元地方局アナウンサー第2弾!! 夫を忘れるほど無我夢中で舌を絡める接吻性交（11月1日、マドンナ）
- 隣の奥さんは超人気アナウンサー（12月7日、マドンナ）

- 優しすぎる夫には言えない喉奥の悦び（1月1日、マドンナ）
- 義姉さんのピタパン尻がエロすぎて…。（2月13日、マドンナ）
- 人妻アナウンサー痴漢電車 〜沈黙に押し殺された羞恥の快感〜（3月7日、マドンナ）
- 不意打ちイラマで喉奥を犯される快感に即堕ち&イキ漏らす発情女子大生（3月30日、DOC）
- ノンストップ激イカせ腰ガクガクSEX!! 7（4月13日、セレブの友）
- うまなみの兄にめろめろにされた弟嫁（4月26日、タカラ映像）
- 「童貞卒業したい!!」としつこくお願いすると渋々受け入れてくれた姉いざ挿入してみると相性抜群だったのかアソコをヒクヒク感じまくり!しかも「感じすぎるから騎乗位はダメ!」というので試してみると更に過敏になって高速騎乗位で連続マジイキ!（5月4日、DOC）
- 最高級オリエンタル人妻生中回春マッサージ Vol.003（5月4日、ONEZ）
- 夫の上司NTR 脅迫寝取られ映像（5月7日、アタッカーズ）
- 止められない接吻 美人妻の浮気現場 淫らにイキ乱れる妻の痴態を夫は知らない（5月10日、ヒビノ）
- 人妻看護婦と不倫性交。 Vol.001（5月11日、BAZOOKA）
- 一日何件もオマ○コで契約を取る不動産屋の巨乳な人妻（5月13日、セレブの友）
- 噂の個室型婚活パーティーに参加している女性を落とすまでの完全リアルドキュメント。 婚活女子×PRESTIGE PREMIUM 01（6月29日、プレステージ）
- 働く新卒社会人と性交。 VOL.007（8月10日、BAZOOKA）

- 働き盛りの奥さん達は欲求不満でハメ盛り! 働くドスケベ不倫妻4時間（3月22日、REAL）

#### 「皆瀬杏樹」名義
- 元女子アナ妻のドスケベすぎる素顔解禁 皆瀬杏樹 31歳 特別章 1日中ほろ酔いSEXデートで理性崩壊 自ら中出しを求め生チ○ポにアヘ顔絶頂（5月24日、SODクリエイト）
- 人一倍性欲が強い貞淑な人妻の本能剥き出しハメ倒しSEX（5月25日、REAL）
- ナンパJAPAN検証企画 「絆を深めるには混浴が一番って知ってましたか?」 街で見かけた女上司と男部下が二人きりで初めての混浴体験! 人妻編!! 但し用意された水着は極小マイクロビキニのみ!場所はラブホのジャグジー! セックスレスの人妻上司は若き部下の勃起チ●ポをみたらどうなるの!?（5月25日、ナンパJAPAN）
- 産婦人科痴漢!! 念願の第1子誕生!出産未経験の幼な妻にドスケベ産婦人科医のおじさんが、未経験と無知識なのをいいことに、カーテンで仕切られた反応のいい下半身を看護師にもバレないように治療と称して中出しまでっ!! 7（5月31日（レンタル）/6月8日（セル）、LEO）
- 童貞チ○コが友達マ○コに挿入されている所を見て欲情する女子大生たち! 夢の女友達2人で赤面童貞筆下し!（6月7日、SODクリエイト）
- 巨乳の母親の乳首こねくり回し一転乳首イキ近親相姦 乳首好きの息子が1秒たりとも手を離さずママの性感開発! 乳首こねくりっ放しで孕ませ中出し!!（6月7日、ROCKET）
- 顔出し!美人奥様限定 ザ・マジックミラー 子持ち人妻の膣奥にデカチ○ポぐりぐりピストン!! 旦那の短小チ○ポでは届かなかった子宮を未経験の巨根でこねくり回されご無沙汰マ○コは連続絶頂! 合計103回 in池袋（6月7日、ディープス）
- 街角シロウトナンパ! vol.14 ガールズバー編（6月8日、プレステージ）※「しおり」名義
- 120%リアルガチ軟派伝説 vol.61 in 姫路（6月15日、プレステージ）
- 「真面目そうな部下の奥さんは…勃起させてもイカせてくれない寸止め密着マッサージで骨抜きにする淫女だった」 VOL.1（6月21日、DANDY）※「さちこ」名義
- ママ友ナンパ! 出産後旦那とはレス気味だけどまだまだやりたい盛りの若奥さんにガチ交渉しちゃいました 7（7月10日、ホットエンターテイメント）
- SOD女子社員 ドライヤーの風だけでもイッちゃう 超!超!超!敏感な超絶早漏女子社員のみ限定出演 絶頂!イキまくり 会社説明会2018 仕事ができると評判なのにオマ●コをすぐに濡らしてしまう敏感体質が悩みの幹部候補生3名が参加! 説明会中に就活生の前でバレないように何度もイキまくる!?（7月12日、SODクリエイト）※「岡本由奈」名義
- ガリ勉学生の僕の目の前に突然ミニスカパンチラが! イタズラ好きなお姉さん達は僕の性欲を見抜いて勃起チ○ポをじっくり楽しんちゃうのです（7月12日、SWITCH）
- 寝取らせ検証 ベッドの下からNTR鑑賞 出張に行ったはずの私がベッドの下に隠れているとは知らず妻は部下(偽物)に抱かれてしまうのか?（7月12日、コスモス映像）
- 喉奥性感帯奥さまのしゃぶり尽くしフェラチオ（7月13日、REAL）
- 包茎!童貞!ED!!男子が 看護師で人妻さんの献身的で母性愛が溢れるカラダの対応で射精が止まらない! 合計11発!!（7月15日、ピーターズ）
- 魅惑のおっぱい奴隷 04 美顔、巨乳に濃厚精子20発（7月20日、MAD）
- デカ尻敏感の乳妻（7月25日、豊彦）※「七瀬あおい」名義
- 逸材!! ド素人の人妻は、従順発情ペット。（7月26日、ビッグモーカル）
- 乳首しゃぶらせながら手コキ! 短時間で射精をさせたら、高額賞金GET!（7月26日、SODクリエイト）
- 賞金100万円争奪! 母親と息子の背徳感満載寝取りゲーム 禁断の母子交換連続中出しバトル 近親相姦は絶対に嫌!という母親が愛する息子を交換する生ハメスワッピングで嫉妬にまみれ激イキ!!（7月26日、ROCKET）
- 街角シロウトナンパ! vol.19 昼呑み人妻ナンパ編（7月27日、プレステージ）※「まさみ」名義
- 絶対に声を出してはいけない状況なのに、カチコチにおっ起ったチ●ポを見せつけられ羞恥心を煽られるが、逆に今までにない性癖が覚醒し、声を殺してイキ狂うドエロ妻っ!! 5（7月31日（レンタル）/8月10日（セル）、LEO）
- 箱根湯本温泉で見つけたお嬢さん タオル一枚 男湯入ってみませんか? 歴代ミッションの中からユーザーが選んだ超人気ミッションBEST20 全編撮り下ろし8時間SP!!（8月1日、SODクリエイト）
- 「汗かいたからこのパンティもお願いしちゃおーかな」 宅配クリーニングを頼んだお姉さんがいきなり目の前で脱ぎ始めた。もちろん勃起しちゃう僕です。それ見て興奮したお姉さんがお尻をぷりぷり僕を誘ってきます。配達中にその場でヤッちゃうよね!（8月9日、SWITCH）
- 神パンスト 人妻や母、働く制服OL等やらしい熟女の美脚を包んだ生ナマしいパンストを完全着衣でムレた足裏からつま先を味わい尽くす! オナニーや顔騎や足コキ、時には中出し時にはお尻にコスってぶっかけとやりたい放題!（8月9日、親父の個撮）
- 妻に逃げられバツイチシングルファーザーになったボクにまさかのモテ期!?不憫な父子家庭に同情して何かと世話を焼いてくれる近所のママ友たちと真っ昼間から不倫にハマってしまった vol.6（8月10日、UMANAMI）
- 黙々と性処理する一般女性11人 ビジネスホテル観察 没頭オナニー震えイキ 漏れる吐息…反応する身体 アソコを弄るピチャ音（8月15日、ピーターズ）
- 「もしかして誘ってる??」 義理の母がふいに見せるピタパン突き出し尻に大興奮!! 突然ボクに可愛くて超神がかり的に綺麗なお尻をした義母が出来た!!とにかくふいに見せる義母のピタパン尻がたまらなくセクシーで何度も見せられているうちにもしかしてボクを誘っているのでは?と思い気づいた時にはバックから何度も何度も超ハードピストンしちゃってました!!初めは嫌がっていた義母も何度も何度も激しく突いていたら爆濡れ!!感じまくりの連続爆イキする程の超敏感淫乱女子に豹変!!「中に出さなさゃ許さない」と言って力二ばさみロックで中出し強要!!勃起しなくなるまで何度も求められちゃいました!!（8月19日、Hunter）
- 美乳首揉みしだき中出し映画館痴漢（8月19日、アパッチ）
- プラチナ級 素人清楚妻による一生思い出に残り続ける優しい童貞筆おろし 新レーベル記念特別編! 撮り下ろし極上清楚妻6名+シリーズ歴代美人妻6名（8月24日、赤面女子）
- 狩られた人妻 突然連れ去られ、繰り返される濃厚凌辱...絶望的な状況の中、私は徐々に壊れ始める…。（8月25日、オーロラプロジェクト・アネックス）
- 地域の公民館 ビデオサークルを根城に子煩悩な巨乳ママを喰いまくる中年オヤジの極秘ハメ撮り 6 裏流出（8月30日、ビッグモーカル）※「皆瀬」名義
- SOD女子社員 いきなり野球拳 業務中の社内で強制羞恥 全編射精有りの13番勝負（9月6日、SODクリエイト）※「岡本由奈」名義
- 生まれて初めての人妻風俗面接 3（9月6日、アイエナジー）
- 止まらないレズビアン絶頂 〜独身美女に欲求不満なカラダを狙われた若妻（9月7日、ビビアン）
- センズリ鑑賞会 恥じらい素人娘に見せつけちゃいました 31（9月10日、ホットエンターテイメント）
- 期間限定出勤 新人デリヘル嬢を騙して生中出し（9月14日、S級素人）
- 一般男女モニタリングAV 美人で面倒見のいい女先輩がチ○ポが小さすぎて未だに童貞の後輩男子のために「チ○ポが3cm大きくなる手コキマッサージ」に挑戦! 真面目な女子社員の恥じらいハンドマッサージに童貞くんの短小チ○ポは限界突破フル勃起! 大きくなった自信満々STRONGチ○ポを至近距離で見せつけられた女先輩は断りきれずに筆おろし! ガツンと子宮に響くがむしゃらセックスで本気イキ!!（9月19日、ディープス）
- バツイチアラサー女子しかいないシェアハウスに男はボク1人だけ! 2 彼女が欲しい!出会いを求めてボクが入居したシェアハウスは、バツイチのアラサー女子しかいないシェアハウスだった!しかし、離婚を経て恋愛にはまったく興味のない女子ばかり。しかし!しかし!アラサー女子は年々性欲が増すらしく彼女たちの欲求は爆発寸前!というかボクが入居した事で爆発してしまい、日替わりで「チ◯ポ貸して!」と恋愛には絶対発展しないセックスを次々と求められ、オチ◯ポシェアされてしまいました。（9月19日、Hunter）
- 「あっダメ!そんなに動かしたら本当に挿っちゃう!!お願い…擦り付けるだけで我慢して…」 巨乳過ぎる義母と素股をしていたらヌルヌルでズボ!! うっかり生挿入&生中出ししちゃったらまさかの淫乱化!!爆乳を激しく上下に揺らすほどの杭打ち高速ピストンで何度も何度も中でイカされちゃいました! 突然出来た義母はとにかく巨乳で若いしカワイイ!いつも家にいる時は無防備だから胸の谷間やパンチラは当たり前!!ノーブラの時は興奮を抑えられません!!当然、日々勃起しているボク…。毎日のように勃起していたら当然バレてしまいヤバイと思ったけど気持ちを素直に打ち明けたら不憫に思った義母は「擦り付けるだけで我慢できる…?」と素股を提案!!素股をしていたらだんだん濡れてきて結局…（9月19日、Hunter）
- 『ねぇ、逃げないでよ…』 家庭教師の先生と女子●生の教え子があまりにも可愛くて親がいない時に自宅中を追いかけ回して何度も中出ししちゃいました! でも最後はなぜか、もう逃げませんでした…。 2（9月19日、アパッチ）
- 素人三十路妻に中出し12発ドキュメント（9月20日、センタービレッジ）
- ASMR淫語病棟24時（10月11日、SODクリエイト）
- 消し忘れたハメ撮り動画 01（10月5日、プレステージ）※「あんり」名義
- ディープス20周年記念スペシャル作品! 一般男女モニタリングAV 終電間際の社会人男女に突撃交渉! 人妻OLは後輩男子社員とラブホテルで2人っきりになったら旦那を忘れて1発10万円の連続射精セックスしてしまうのか!? 4 女上司の乱れた姿にフル勃起した後輩チ○ポと女を思い出した人妻オマ○コの同僚には秘密の生セックスは1発じゃ収まらない!! 8組合計中出し30発! 完全撮り下ろし2枚組8時間の特別版!（10月7日、ディープス）
- 「私、おばさんだけど触ったらその気になってくれるかな?」 4 30歳越えたけどまだまだ性欲は収まらない私(無駄に巨乳)は旦那と5年以上もご無沙汰。だから若い男の子を見たら場所などを気にせずとにかくHな事ばかり考えてしまいます。とにかくヤリたいんです。誘惑の仕方も不器用だからがんばって気持ちよくさせようと触ったら男の子がその気になってくれて…勃たなくなるまで何度でも求めちゃいました。淫乱なおばさんでごめんなさい…。（10月7日、Hunter）
- 絶倫少年町内会侵入連続中出し痴漢 〜侵入した町内会で若妻たちを追いかけ回し何度も何度も中出しして飽きるまで犯しまくる!〜（10月7日、アパッチ）
- 素人娘は射精(だ)しても射精(だ)しても止めてあげない! 知人男性のチ○ポを素手・お口で連続ザーメン発射! 4 恋人以外の男女限定20名 恥ずかしいけどもっと射精(だ)して! Hな手コキ・フェラでたっぷり4時間SP（10月11日、SODクリエイト）
- 恵比寿で見つけた美人すぎる人妻に、18cmメガチ○ポを素股してもらったらこんなヤラしい事になりました。 2（10月11日、アイエナジー）
- ケガ人の僕が介助をたのんだらボランティアの綺麗な人妻さんがやってきた! 下着のラインがくっきりなピタパンで無意識に密着ケアしてくるので思わず超勃起しちゃってたまりすぎの精子をパンツ内におもらし!! 奥さんは落ち込む僕を見て「いいのよ大丈夫よ」と汚れたチ○ポを優しく処理してくれ それでも勃っぱなし状態を憐れに思ったのかこっそり挿入まで許してくれた! 4（10月12日、SCOOP）
- 産後の巨乳ママが人生初のデカチン抜かずの連続中出しセックスに挑戦!! 産後で感度が上がったキツキツおま○こがデカチンを締め付け離さない!?くわえ込んだら離さない! すっぽんマ○コで抜かずの連続絶頂中出しセックス!! 4人合計51発!!（10月26日、DOC）
- 普通の会社員だった僕が ガテン系に転職したらいままで相手にもされなかったヤリマン妻が寄ってきた! 男の匂いで発情しまくり!汗臭デカチンで奥までガン突きドロッと種付け中出し!!（10月26日、SCOOP）
- 若すぎる父の後妻（11月1日、プラネットプラス）
- ボクの事を昔イジメていたヤンキー娘が美人妻になって健全なマッサージ店で性的サービスをしている情報を入手、それをネタに復讐ついでに中出しまでした件。 19（11月1日、変態紳士倶楽部）
- 初めての極太ディルドで体ビクビク足腰ガクガク敏感おま○こトロトロ即イキ羞恥オナニー 制服女子編（11月1日、変態紳士倶楽部）
- 男子禁制のCA独身寮は欲求不満の美人女子だらけで男はボク1人! 田舎で暮らす義弟が都会のCAの姉の独身寮にコッソリ泊めてもらったら、あっさり他の住人に見つかってしまった!仕事が忙しくて性欲のはけ口がない独身CAさんたちは目の前のチ◯ポにもう理性は限界!ひとつ屋根の下でいつでもどこでもヤラれまくり!（11月7日、Hunter）
- 汗臭い激カワつなぎガールに生中出し（11月9日、BAZOOKA）
- 人妻肉欲家政婦 エロ小説家に妻を好き放題弄ばれ中出しペットに調教されました（11月13日、アクアモール）
- 寝取られ夫の性癖 妻が抱かれるのをのぞきたい。（11月14日、ながえスタイル）
- 何度イカされても屈しない清楚な真面目家政婦をデカチンハードピストン痴漢で連続爆イキ!腰砕けになるまでイカセまくれ!（11月19日、アパッチ）
- 「『おばさんを興奮させてどうするの?』キャンプ場でヤりまくりSPECIAL 青年チ○ポを押しつけられたおばさん妻は嫌がりながらも本当はママ友に自慢したい!!」 VOL.3（11月22日、DANDY）※「あんな」名義
- スーツの似合う働く美女限定! マジックミラー号 透け透けスーパー銭湯 仕事で疲れたOLさんが職場の同僚と2人っきりでシースルー混浴体験（11月22日、ROCKET）※「みか」名義
- 舞ワイフ 〜セレブ倶楽部〜 116（11月22日、AROUND）※「小泉香里」名義
- 巨乳美人先生が修学旅行中に男子生徒のチ○ポの悩み解消! 密着混浴童貞筆おろし!! 先生の爆乳に勃起が収まらない童貞生徒をデカパイ揺れ揺れ騎乗位で筆おろし! 秘密の連続中出しSEX!!（11月30日、DOC）
- SOD女子社員 2018年度 大忘年会 史上最大の潮吹き、おもらし、愛液垂らしでビショ濡れハレンチ接待（12月6日、SODクリエイト）※「岡本由奈」名義
- 旦那と温泉旅行中の1時間 「中でドクドクいってる…もっと奥にください」 バレてはいけないスリルと興奮のなか他人棒を何度も求めるママは「中出し6発」でやっと満足（12月6日、SODクリエイト）
- センズリのお手伝いして下さい！ 可愛い女の子に握らせて射精するまでシコらせch 5（12月10日、ブリット）
- SEXの逸材。 VOL.30 ドスケベ素人の衝撃的試し撮り 性癖をこじらせてプレステージに自らやって来た本物素人さん達の顛末（12月7日、プレステージ）
- 最高の愛人と、最高の中出し性交。 36（12月14日、プレステージ）※「杏樹」名義
- 『おばさんだけど良かったら練習台にして思いっきりエッチして。何度失敗してもいいから…』 2 父親が再婚してキレイで何をしても怒らない底無しに優しくて巨乳過ぎる義母が出来た!!思春期真っ盛りの童貞のボクには刺激が強過ぎるけど日々ガン見!ガン見していたら当然勃起!!勃起していたら当然、バレてしまい気持ち悪がられると思ったら心優しい義母は『おばさんだけど私でよかったらSEXの練習台になってあげようか?私の体好きにしていいよ!』と言ってきた!!もちろん遠慮なく童貞喪失させてもらいました!!当然、うまくいくわけがなく何度も何度も中に出しちゃったけど怒られることなく本当にじっくりゆっくり最高の童貞喪失ができた!!と思ったら義母は義母で父親と全くご無沙汰らしく超欲求不満で一度SEXしたらボクのチ○ポが勃起しなくなるまで何度も何度も求めてきました!!（12月19日、Hunter）
- はだかの奥様（12月19日、エマニエル）
- 常に乳首責めハーレムエステ（12月20日、アイエナジー）
- 主人が横にいるのにこんな場所で入れちゃうの? 満員バスに夫と同乗した人妻は旦那以外の男の体臭に酔ってます。むっちり尻に勃起チ○ポが触れる度、我慢していた性欲が決壊!夫の目を盗み他人棒握りしめ、成熟したパンティの中身に導いていくのです（12月20日、SWITCH）
- 産後感度と性欲が上がりっぱなしのママさんが強制立ちっぱなしガクブルイキっぱSEX!! 立ったまんまイカされ続けて爆潮連続生中出し計14発!（12月28日、SCOOP）
- スパ温泉同好会の美人妻完堕ち寝取られ（12月28日、ゲッツ!!）

- 素人娘のフェラチオが上手すぎる!! 5（1月4日、OFFICE K'S）
- 一緒に洗車に来たツレの彼女がまさかのノーブラ 隙だらけの胸の谷間からこぼれ落ちそうなナマ乳に見とれていたら…（1月11日、ゲッツ!!）
- 温泉好き人妻がスパリゾートと間違えて乱交OKの混浴温泉に入ってきてしまい待ち伏せ中のワニたちに背後からねっとり痴漢され…（1月11日、ゲッツ!!）
- 喉奥中毒 イラマチオで感じる変態インテリ塾講師 杏樹さん25歳（1月11日、S級素人）※「杏樹」名義
- デリヘルを呼んだら昔僕をイジメていた地元のヤンキーだった!!財布を取られオプション全部盛りにされた挙句、裏オプの本番まで強要されたのでいざ挿入すると一気に形勢逆転!!あんなにオラついてたのに僕のチ●ポで喘ぎまくりのイキまくり!!（1月11日、SCOOP）
- 親友対決! 固定ディルド腰ふり競争1000回ふらなきゃ帰れまセン!! 3（1月13日、はじめ企画）
- 人妻デリヘルを呼んだらやってきたのは昔の美人担任教師だった!! 学生時代札つきの不良で何かと目をつけられていたせいで通知表がオール1だった俺(現在無職のパチンカス)は弱みにつけ込みリベンジセックスすることにした!! 4（1月19日、ヴィーナス）
- パパ活で出会った男に躾けられ変態ドМ快楽にハマった不貞妻。（1月19日、山と空）
- マジックミラー号 心優しい人妻が男チンの悩みを素股でご奉仕解決!…と思ったら 素股でまさかの早漏発射! 満足出来なかったむっつり妻はザーメンまみれの白濁ふにゃチ○コをもう一回励まし生挿入中出し! 総発射数8発!（1月24日、SODクリエイト）
- マジックミラー号ハードボイルド 誘いSPECIAL 1秒に19回の激ピスマシンバイブで人生初のポルチオイキを体験して潮を吹きまくった彼女さんはデート中の彼氏を裏切ってデカマラを自分から挿入してしまうのか!? 3 新作撮り下ろし5人全員中出しSEX サディスティックヴィレッジならではのハードボイルドな世界を作品集ですべてお見せします! 合計10タイトル2枚組8.5時間48人（1月24日、サディスティックヴィレッジ）
- 斬魔忍あんず（1月25日、GIGA）
- 清楚な巨乳奥様が初めてのドキドキ混浴ローション風呂A! 密着ローションプレイの快感で人妻の理性がふっ飛んじゃう!? ヌルヌル生ハメ連続中出しセックス! 合計21発!（1月25日、DOC）※「宮本あや」名義
- 凄テク嬢を隠し撮り。 乳首をコリッコリに責められスローオイル手コキで焦らされ極限まで高められた後に睾丸がカラッカラになるまで連続射精させられたボクの一部始終（2月1日、変態紳士倶楽部）
- ちびっこセクハラ痴漢隊 節分編! ちびっこセクハラ痴漢隊 節分編 〜鬼は外! 福は内! 町内豆まき大会でエロガキこん棒チ○ポにママさんお豆も大発情! 最後は福ザーメンを中!中!中!〜（2月7日、ROCKET）
- 人手不足で夜勤の人数が足りません… 勤勉かつ優しく患者に尽くすナースを深夜02時14分に“孕ませ”院内レイプ（2月7日、サディスティックヴィレッジ）
- 学生時代に僕をイジメていたヤンキー幼なじみ娘と僕が見習いをやっているエステ店で偶然エンカ(エンカウント)しました ちな、元ヤンなくせに今は東京のパリピOLになっていましたが僕はこのワンチャンを逃さず店長の神技エステで油断したところに リベンジ“媚薬”マシンバイブ 即ズボ!秒でアクメて潮!潮!潮! そして最後はナマ中出しでとりま1回目の復讐完了です、マジ卍 Vol.2!（2月7日、サディスティックヴィレッジ）
- 欲求不満アラサー義姉がパンストカニバサミで強制中出し! 突然できた義理の姉はちょっと年の離れたアラサーOL。仕事ができる上に超巨乳で美人!しかも超優しい! 熱を出し寝込んでいると仕事帰りに着替えもせずにすぐにボクの部屋にやって来て色々と看病してくれる優しい義姉。看病してくれるのは嬉しいのだが胸の谷間やパンツがチラチラ視界に入って困ってしまう。身体を拭いてくれた時に遂に我慢の限界!勃起してしまうボク。こんなに優しくしてくれたのに‥ヤバい嫌われてしまう!と思ったら義姉もボクの勃起チ○ポを見てまさかの興奮?一瞬気まずい雰囲気が流れたが、興奮はおさまらず結果ボクらは勢いで本能のままセックス開始!しかも義姉がまさかのカニバサミで中出しを求めてきた!（2月7日、Hunter）
- 睨み妻NTR ぜっ絶対にイキませんからっ… 僕が不在の昼下がり突如来訪した強姦魔に勝気で強気で貞淑なウチの嫁がひたすら相手を睨みつけて堪え続けた一週間の屈辱記録（2月7日、JET映像）
- 素人男女モニタリング実験でゲッツ!! イケメン舐め犬男子♂セックスレスの人妻♀「舐め犬クンニ掲示板」に集まる素人男女8組をゲッツ! キス・挿入・フェラNGの素人妻に舐め犬男子が挑む! 焦らし寸止め&スッポンクンニで悶えまくった欲求不満妻たちはどうなる?（2月8日、ゲッツ!!）
- 濡れるパンストエロティズム（2月15日、OFFICE K'S）
- 嬲りレイプ File.02（2月15日、MAD）
- 「わたし…他のチ○ポも挿れてみたい!!」 真面目過ぎる兄嫁が兄以外のチ○ポ初体験で淫乱モンスター化! だらしないボクと違って優秀でエッチなことにあまり興味のない兄。そして兄としかエッチしたことのない兄嫁。その兄夫婦がしばらく実家に住む事に!?すると真面目過ぎてエロの知識が乏しい兄嫁は、思春期真っただ中のボクに興味津々!?兄には聞けないエッチな事をボクが教えていくと…兄嫁のエロ欲望は増すばかり!!遂にはボクのチ○ポを挿れてみたい願望が抑えきれずセックス懇願!我を忘れ狂ったように乱れまくる自己解放騎乗位で連続爆イキ!何度も何度も求められました!（2月19日、Hunter）
- ピタパン家政婦 乳首こねくり回し ハードピストン『S』字絶頂イキ痴漢（2月19日、アパッチ）
- 舐めマンごっくんWフェラ痴女GOLD 喉奥ディープスロート無差別 ザーメンチ○ポ狩り!!（2月19日、エムズビデオグループ）
- 近所に住むヤンキー娘の巨乳ノーブラ乳首ポッチに発情しちゃったボク（2月21日、アイエナジー）
- 珍棒館 壁ち●ぽの館に迷い込んだ卒業旅行中の女子大生6人組（3月1日、MOODYZ）
- 義姉3人とハメっぱなしハーレム中出し大乱交（3月7日、アイエナジー）
- 妄想アイテム究極進化シリーズ 真・時間が止まる腕時計 パート12 銭湯の女湯でSEXマネキンチャレンジ編（3月7日、ROCKET）
- 巨乳若妻健康診断 乳首こねくり回し中出し痴漢（3月19日、アパッチ）
- 「私も子供が欲しい!」 保育園で働くデカ乳保母さんが同僚の男に悩みを相談! 妊娠願望強すぎて母性溢れるオッパイでまさかの授乳手コキ! 萎え知らずの若いチ●ポを自ら挿入しデカ乳激揺れさせながら 何度も中出し懇願! 3（3月22日、V&R PRODUCE）
- 女体拷問研究所 THE THIRD JUDAS Episode-21 蒼天の令嬢捜査官が逝き狂う神秘 暗闇に沈む淫靡なるサラブレッド（3月25日、Baby Entertainment）
- 高級レンタル外車で美女ナンパ!冴えない僕が声をかけても絶対NGなモデル風美女に声をかけ、一度拒否られたあと 近くに止めていた高級レンタル外車に乗り込む姿を見せると態度豹変!懇願変態プレイさせてから説教してヤリ捨てポイした件w（4月1日、変態紳士倶楽部）
- リアル巨乳妻口説き! イかせまくられた生中出し生録 Film11（4月10日、ブリット）
- SOD女子社員 ウブだけど感度は人一倍! 10名の超敏感娘を抜き打ち高感度調査（4月25日、SODクリエイト）※「岡本由奈」名義
- ナマイキなヤンキー娘にイタズラされていたら生ハメを求められて、もう発射しそうなのにカニばさみでロックされて逃げられずそのまま中出し!（5月9日、アイエナジー）
- マジックミラー号バラエティ 新人OLさん対抗野球拳 勝てば100万円、負ければ‥ 中出しマシンバイブ（5月9日、サディスティックヴィレッジ）
- 教師失格 マゾ堕ち孕ませ肉便器 2 〜堕ちて絶頂のトリコ〜（5月9日、サディスティックヴィレッジ）
- いくらでラブホ!? 素人美女はいくら払えば即ラブホOKなのか。 ナンパ検証してみた!! 05（5月17日、プレステージ）
- 妄想アイテム究極進化シリーズ せっかく女になったのに… 不完全な女体化で下半身はふたなり!? 4 ふたなり痴漢編 本当は女の子になりすましてレズ痴漢したかったけどチ○ポとマ○コのWの快感に今はドッピュン大満足!!（5月23日、ROCKET）
- ヤレる人妻回春マッサージ 24 〜中出し交渉盗撮〜（6月1日、変態紳士倶楽部）
- 一人カラオケ個室オナニー盗撮 黒パンスト半脱ぎで指ズボオナニーして白濁の本気汁を垂れ流して即イキするOLを隠し撮り（6月1日、変態紳士倶楽部）
- 昼下がり町内会! 若妻たちのちょっと危険でかなりHな王様ゲーム!! 17 母の代理で参加した町内会の集まりでまさかの展開!若い時に王様ゲームをした事が無いという話で盛り上がった奥様方が急に「王様ゲームやりたい!」と言い出したんです。男はボクひとりしかいないもんだから、当然いい思いが沢山出来ちゃいました!!（6月7日、Hunter）
- 凍結された裏アカウントのハメ撮り動画入手!（6月10日、ブリット）
- イモムシ拘束固定バイブ痴漢（6月19日、アパッチ）
- 自分の身体を担保にお金を借りた女達の強制SEX映像 1（6月28日、MAD）
- 「私、おばさんだけど…絶対後悔させないからエッチしたいな…?」 30歳越えたけどまだまだ性欲は収まらない私(無駄に巨乳)は旦那と3年以上もご無沙汰で超欲求不満!恥ずかしいんだけど、とにかくエッチな事ばかり考えてしまいます。とにかくヤリたいんです。正直誰でもいいんですエッチさせてくれるなら…特に若い男の子を見た時はうずいて妄想してアソコを濡らしてしまって仕方がないんです!しかも私みたいな年増に少しでも女を感じてくれた人とはすぐに場所なんて選ばずエッチしたくなっちゃうんです!!我慢できなくなった私は気づいた時には男の子を誘惑してました…。そして、男の子が勃起しなくなるまで抜かずに何度も求めちゃいました!!抜かないで何回私の中に出させちゃったんだろう???超ド淫乱な女でごめんなさい。でも気持ち良かったでしょう?（7月7日、Hunter）
- 近所のお姉さんが露出度高い部屋着を着ているせいで横から見える横乳がやばすぎる! 興奮を抑えようとして見ないようにしていたけど、ムラムラが止まらなくなってしまい…（7月12日、SCOOP）
- 「まさか…僕を誘惑してるわけじゃないですよね…」 ワイシャツ1枚羽織ったノーブラ巨乳の兄の彼女と弟が自宅で2人っきり! 無防備な姿から垣間見えるオッパイ・パンチラにフル勃起!兄では満たし切れない欲求不満マ○コに弟チ○ポが生挿入! デカ乳振り乱しながら連続絶頂!（7月12日、V&R PRODUCE）
- 寝取らせ検証 ベッドの下からNTR鑑賞 出張に行ったはずの私がベッドの下に隠れているとは知らず妻は部下(偽物)に抱かれてしまうのか?（7月12日、コスモス映像）
- 【ヤレるトモダチ紹介して!】 セフレのマブダチは‘普段は塩対応、SEXは神対応’埼玉代表ヤリマン騎乗位中出しが鬼ヤバイ!制服黒ギャルあおいちゃん（7月19日、kira☆kira）
- デリヘル呼んだら元同僚!（7月27日、ビッグモーカル）
- 土下座で謝罪するOLおばさんのピタパン尻に我慢できずにバックからねじ込むデカチン即ハメ! 2 拒めないのをいいことに強引にイカせるイケメンクレーマーの高速ピストンけじめSEXを完全収録!!謝り続けるデカ尻妻の誠意が伝わるまで激突き連続中出し 合計15発!（8月7日、ディープス）
- ヤリマンな義理姉妹に挟まれて3段ベッド生活は上からも下からも誘惑されまくり! 親が再婚して新しく出来た義姉と義妹。部屋が狭いので新居ができるまでの間、相部屋3段ベッド生活!しかも無防備な二人に挟まれて興奮しまくりだったのですが、二人は超ヤリマン女子だった!そんな姉妹なので友達はもちろんヤリマン!だから二人が連れてくる友達にもこっそり誘われてしまって…。さらには姉妹に挟まれて求められてしまいサンドイッチ射精!（8月7日、Hunter）
- 壁ドン押さえつけ対面素股パンツ内大量射精痴漢からの精液まみれチ●ポ生挿入中出し痴漢 2 被害拡大!1人増量!!（8月7日、アパッチ）
- 社員旅行で酔っ払い、説教ばかりしてくる独身アラサー女上司に逆ギレ挿入! 社員旅行で温泉宿に泊まることになった女上司とボク達2人。婚期を逃し、男もいない、気づけばもうすぐ30歳…何かとくすぶりまくっている女上司はそのストレスの矛先をボク達に向けてきた!説教するのが快感なのかお酒が進む進む。しかしその厳しい表情とは裏腹に酔いが回り隙だらけになり、浴衣からオッパイやパンツがチラチラ見える!そうして説教にうんざり&ムラムラしていたボク達は一気に女上司ふたりを押し倒した!すると最初こそ拒否していたのですが、嘘みたいに濡れまくり!感じまくり!で淫乱本性丸出しに!（8月7日、お夜食カンパニー）
- 綺麗でいやらしい叔母さんの魅惑の官能ボディを嬲り尽くす僕（9月7日、ルビー）
- 巨乳家庭教師の乳首はツンイキするほど超敏感!! ボクの家庭教師は巨乳でいつでもノースリニット!（9月7日、Hunter）
- 経験豊富な優しい素人人妻が最高の童貞筆おろし 19（9月12日、アイエナジー）
- 妄想アイテム究極進化シリーズ 男女入れ替えタイムカード 男女入れ替わりで働き方改革 「俺、女になって定時で帰ります。」（9月12日、ROCKET）
- 素人娘のおしっこ図鑑 3 カメラ目掛けて大放尿する12人（9月19日、かぐや姫Pt）
- えっちな巨乳お姉さんの淫語かたりかけぐちゅぐちゅ乳首イジリっ放しオナニー 2（9月26日、アイエナジー）
- 営業中なのにガチ中出し猛烈ゲロイラマチオ おもてなし肉便器OL（9月27日、毒宴会）※「あんり」名義